# Vinzenz Kiefer

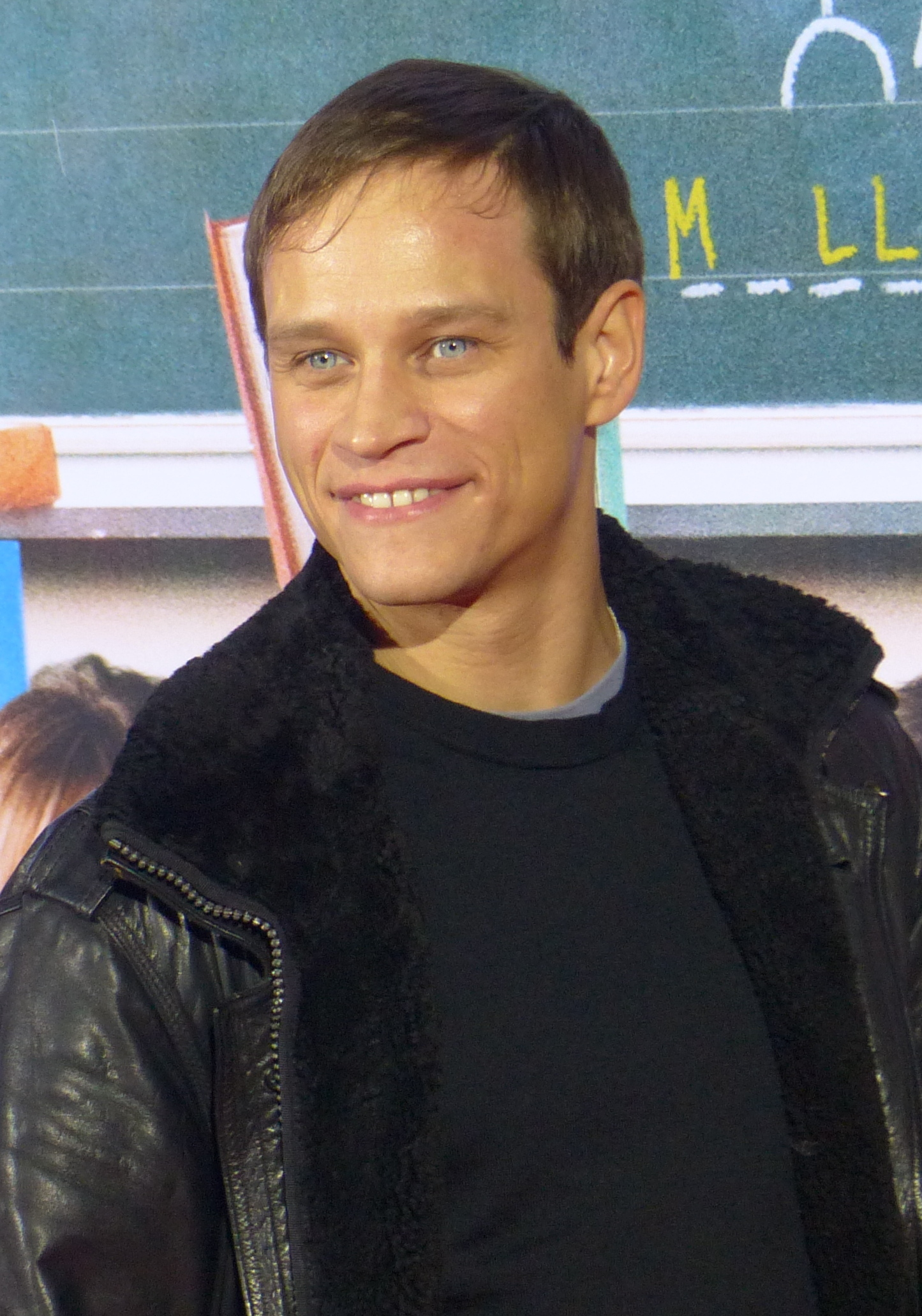
Vinzenz Kiefer bei der Kinopremiere von Frau Müller muss weg!, Januar 2015

Vinzenz Georg Kiefer (* 29. Januar 1979 in Weilburg) ist ein deutscher Schauspieler.

## Leben
Kiefers Vater ist ein ehemaliger katholischer Pfarrer und seine Mutter Gospelsängerin. Seine Schwester ist die Schauspielerin Dorkas Kiefer. Er wuchs in Braunfels auf und besuchte das Gymnasium in Weilburg an der Lahn. Kiefer lebt in Berlin-Charlottenburg.
Kiefer begann seine Fernsehkarriere 1997 ohne Schauspielausbildung in der RTL-Serie Unter uns. Später nahm er Schauspielunterricht bei Manfred Schwabe, Ursula Michaelis, Christoph Hilger, Frank Müller-Sendino, Michael Margotta und Björn Johnson. 2002 absolvierte er einen Workshop im Lee Strasberg Institute in New York.
Für seine Rollen in den Filmen Im Namen des Herrn und Tatort: Im Visier wurde Kiefer 2004 mit dem Günter-Strack-Fernsehpreis als bester Nachwuchsdarsteller ausgezeichnet. Einem breiten deutschen Film- und Fernsehpublikum wurde er 2008 durch Hauptrollen in dem Fernsehzweiteiler Der Seewolf und Uli Edels Der Baader Meinhof Komplex bekannt. In Doris Dörries Kinofilm Glück aus dem Jahr 2012 spielte er eine Hauptrolle neben Alba Rohrwacher. Im Sommer 2013 stand Kiefer in einer Neuinszenierung von Hebbels Nibelungen – born to die bei den Nibelungenfestspielen in Worms in einer Hauptrolle als Siegfried unter der Regie von Dieter Wedel auf der Bühne.
In der RTL Action-Serie Alarm für Cobra 11 verkörperte Vinzenz Kiefer in der Folge Revolution (Folge 261, deutsche Erstausstrahlung vom 27. März 2014) erstmals die Rolle des Hauptkommissars Alex Brandt und löste damit seinen Vorgänger Tom Beck (in dessen Rolle des Hauptkommissar Ben Jäger) ab. Mit der Folge Windspiel (Folge 291, deutsche Erstausstrahlung vom 5. November 2015) schied die Rolle des Alex Brandt überraschend aus der Serie aus. Der Sender begründete dies mit einem Richtungswechsel des Formats, der Erzählbogen der ernsthaften Rolle des Alex Brandt sei ausgereizt und es gebe seitens der Zuschauer den Wunsch nach mehr Humor.
Kiefer stand von Juli 2013 bis Juli 2015 für die Serie vor der Kamera. Seit September 2016 ist er mit der Schauspielerin Masha Tokareva verheiratet.

## Filmografie
- 1997–1998: Unter uns
- 1998–1999: Unser Charly
- 1999–2000: Mallorca – Suche nach dem Paradies
- 2000: Rausch
- 2001: Mein Vater und andere Betrüger
- 2002: Poppitz
- 2002: Wilde Jungs
- 2003: Seventeen – Mädchen sind die besseren Jungs
- 2003: Tatort – Im Visier
- 2003: Im Namen des Herrn (Zweiteiler)
- 2003: Princes(s)
- 2003: Beyond the Sea
- 2005: Plötzlich berühmt
- 2006: Schöne Aussicht
- 2006: Sara (Kurzfilm)
- 2007: Free Rainer – Dein Fernseher lügt
- 2007: Was am Ende zählt
- 2008: Das Wunder von Berlin
- 2008: Der Baader Meinhof Komplex
- 2008: Der Seewolf (Fernsehzweiteiler)
- 2008: Sklaven und Herren
- 2008: Höhere Gewalt
- 2009: Alarm für Cobra 11 – Die Autobahnpolizei
- 2010: Der Uranberg (TV)
- 2010: Die Grenze (TV)
- 2010: Liebe ist nur ein Wort (TV)
- 2011: Die Tänzerin – Lebe Deinen Traum (TV)
- 2011: Schreie der Vergessenen (TV)
- 2012: Glück
- 2012: Wilsberg: Halbstark
- 2013: Robin Hood
- 2014–2015: Alarm für Cobra 11 – Die Autobahnpolizei (31 Folgen)
- 2018: T-34
- 2022: Medieval

### Gastauftritte
- 2000: Die Wache – Außer Kontrolle
- 2002: Dr. Sommerfeld – Neues vom Bülowbogen – Erste Liebe
- 2002: Das Duo – Stiller Tod
- 2002: Ein Fall für zwei – Gegen die Wand gefahren
- 2003: SOKO 5113 – Der Puppenspieler
- 2003: Abschnitt 40 – Mausefalle
- 2003: SOKO Leipzig – Speed
- 2004: Ein starkes Team – Sicherheitsstufe 1
- 2004: Der Alte – Folge 294: Plötzlich und unerwartet
- 2004: Mit Herz und Handschellen – Wunderkinder
- 2002: Ein Fall für zwei – Die letzte Chance
- 2005: SOKO Köln – Alles Lüge
- 2006: GSG 9 (Folge 22: Todeszelle)
- 2006: Verrückt nach Clara (Folgen 2, 3 und 5)
- 2007–2009: Küstenwache (2 Folgen)
- 2008: Ein Fall für B.A.R.Z. – Böse Falle
- 2009: Der Staatsanwalt – Zwischen den Fronten
- 2009: Alarm für Cobra 11 – Bruderliebe
- 2013: Die letzte Spur – Zenit
- 2016: Jason Bourne
- 2018: Letzte Spur Berlin (Folge: Lebensretterin)
- 2018: Bulletproof
- 2018: Professor T. (Folge: Blutlinie)
- 2020: Der Befreier (Folge: Der Feind)
- 2021: Kanzlei Berger (Folge: Privatsache)
- 2022: Das Traumschiff (Folge: Namibia)
- 2022: Blutige Anfänger (Folge: Serientod)
- 2022: FBI: International (Staffel 1, Folge 19: Vom Weg abgekommen)
- 2023: Almania (Folge: Alpha Alman)
- 2025: Morden im Norden (Folge: Gefallene Götter)